# Rashid Aushev Centraalstadion
Het Rashid Aushev Centraalstadion is een multifunctioneel stadion in Nazran, een stad in Rusland. 
Het stadion wordt vooral gebruikt voor voetbalwedstrijden, de voetbalclub FK Angoesjt Nazran maakt gebruik van dit stadion. In het stadion is plaats voor 3.200 toeschouwers. Het stadion werd geopend in 1996.